# ジョージ・スタルツ
ジョージ・スタルツ（George Stults、1975年8月16日 - ）は、アメリカ合衆国の俳優。

## 出演作品
- ザ・ファインダー　千里眼を持つ男
- ヒドラ
- アイス・オブ・ザ・デッド
- ＣＥ４　エイリアン・アブダクション
- バーティカル・ハンガー